# Adipohydrazid
Adipohydrazid ist eine chemische Verbindung aus der Gruppe der Hydrazinderivate und Carbonsäureamide.

## Gewinnung und Darstellung
Adipohydrazid kann durch Reaktion von Adipinsäure und Hydrazin gewonnen werden.

## Eigenschaften
Adipohydrazid ist ein brennbarer, schwer entzündbarer, weißer, geruchloser Feststoff, der leicht löslich in Wasser ist.

## Verwendung
Adipohydrazid ist ein homobifunktionelles Vernetzungsreagenz, das spezifisch für Aldehyde ist und zu relativ stabilen Hydrazonbindungen führt. Sie wird typischerweise bei der Verknüpfung von Glykoproteinen, wie beispielsweise Antikörpern, in einer ortsspezifischen Weise nach der Periodatoxidation eingesetzt. Oxidation und Kopplung können aufgrund des niedrigen pKa des Hydrazids, das die Konkurrenz durch primäre Amine vermeidet, bequem bei pH 5,0 durchgeführt werden. Daneben wird die Verbindung als Formaldehydfänger verwendet (reagiert mit Formaldehyd), wodurch die Verflüchtigung von Formaldehyd in der Luft verhindert wird. Es wird auch als Lackadditiv und Beschichtungsadditiv eingesetzt.